# NGC 37
NGC 37 là một thiên hà dạng thấu kính nằm trong chòm sao Phượng Hoàng. Nó có đường kính khoảng 42 kiloparsec (tương đương 137.000 năm ánh sáng) và khoảng 12,9 tỷ năm tuổi.